# 隰朋
隰朋（？—前645年），姓姜，氏隰，名朋，春秋时期齐国的大夫。齐庄公之子公子廖之孙。

## 生平
前651年六月，受命到秦国接纳公子夷吾，前650年四月，周公忌父、王子党会隰朋立夷吾为晋惠公。前648年冬，齐桓公派管夷吾使戎人和周朝和解，派隰朋使戎人和晋国和解。管仲临终推荐了隰朋接替自己执政。
叔向称赞齐桓公有鲍叔牙、宾须无、隰朋以为辅佐，有莒、卫以为外主，有国、高以为内主。桓公四十一年，管仲卒；同年十月，隰朋亦卒。